# Universität Nanjing
Die Universität Nanjing (chinesisch 南京大學 / 南京大学, Pinyin Nánjīng Dàxué, kurz 南大,  Nándà) in Nanjing (Volksrepublik China) ist eine der ältesten Ausbildungsanstalten in China. Sie ist Gründungsmitglied der C9-Liga.

## Geschichte
In ihren Ursprüngen reicht sie bis ins Jahr 258 zurück. 1902 wurde sie in eine moderne Hochschule umgewandelt. Sie gilt als Geburtsstätte der modernen Wissenschaft in der Volksrepublik China; vielfach hat sie eine Vorreiterrolle im chinesischen Bildungssystem eingenommen, etwa bei der Einführung der Koedukation wie auch der studentenzentrierten Lehrmethoden im Gegensatz zum traditionellen Frontalunterricht. Zu den prominentesten Absolventen zählt der ehemalige Staatspräsident Jiang Zemin.
Die Nándà zählt zu den bedeutendsten Universitäten des Landes und belegt in zahlreichen Rankings immer einen Platz unter den Top-5. Im Output-Ranking 2019/2020 des Nature Index der Universitäten und außeruniversitären Forschungseinrichtungen belegt sie Platz 14 weltweit.

## Baustruktur
Neben dem im Stadtzentrum gelegenen Gulou-Campus gibt es seit 1993 einen weiteren, ebenfalls nach seinem Stadtbezirk benannten Pukou-Campus. Dort sind vor allem jüngere Studenten untergebracht. Zudem wurde 2009 der Xianlin-Campus eröffnet, der sich circa 40 Minuten nordöstlich des Zentrums im Stadtbezirk Xianlin befindet.

## Fakultäten

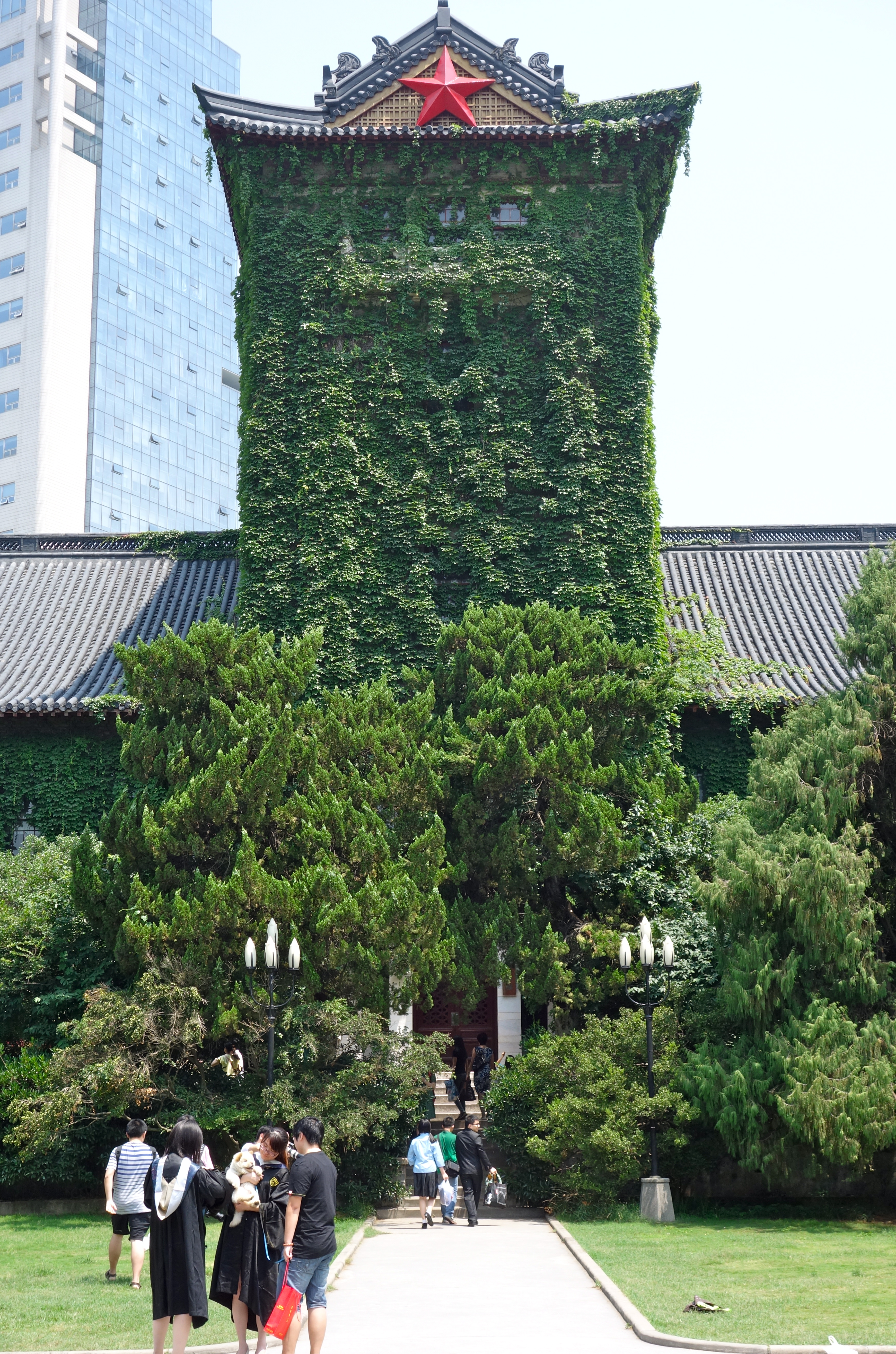
Nordgebäude

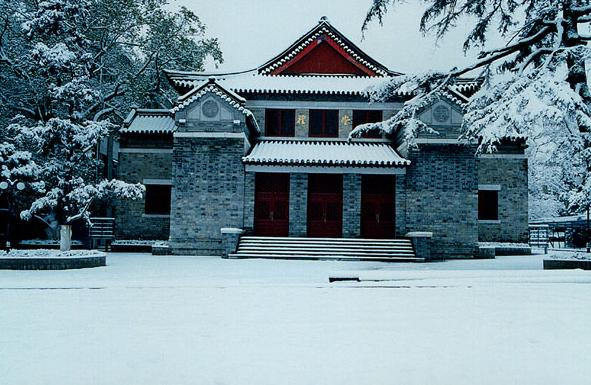
Aula

Im Studienjahr 2021/22 verfügte die Universität Nanjing über folgende Fakultäten:
- Architektur und Stadtplanung (建筑与城市规划学院)
- Geisteswissenschaften (文学院)
- Geschichte (历史学院)
- Philosophie und Religion (哲学系/宗教学系)
- Rechtswissenschaften (法学院)
- Fremdsprachen (外国语学院)
- Informationsmanagement (信息管理学院)
- Sozial- und Verhaltenswissenschaft (社会学院)
- Mathematik (数学系)
- Physik (物理学院)
- Astronomie und Weltraumwissenschaften (天文与空间科学学院)
- Chemie und Chemieingenieurwesen (化学化工学院)
- Informatik (计算机科学与技术系)
- Künstliche Intelligenz (人工智能学院)
- Elektronik und Mikroelektronik (电子科学与工程学院/示范性微电子学院)
- Ingenieurwesen und angewandte Wissenschaften (现代工程与应用科学学院)
- Geowissenschaften und Geoengineering (地球科学与工程学院)
- Geographie und Meereskunde (地理与海洋科学学院)
- Betriebswirtschaftslehre (商学院)
- Öffentliche Verwaltung (政府管理学院)
- Atmosphärenwissenschaften (大气科学学院)
- Biowissenschaften (生命科学学院)
- Wirtschaftsingenieurwesen (工程管理学院)
- Marxismus (马克思主义学院)
- Journalismus und Kommunikationswissenschaft (新闻传播学院)
- Medizin (医学院)
- Umweltwissenschaften (环境学院)
- Softwareentwicklung (软件学院)
- Kunst (艺术学院)

Spezielle Institute bieten darüber hinaus Ausbildungsgänge u. a. in Afrikanologie, Judaistik, Internationale Beziehungen, Anthropologie und Agrowissenschaft an.

## Internationale Kontakte

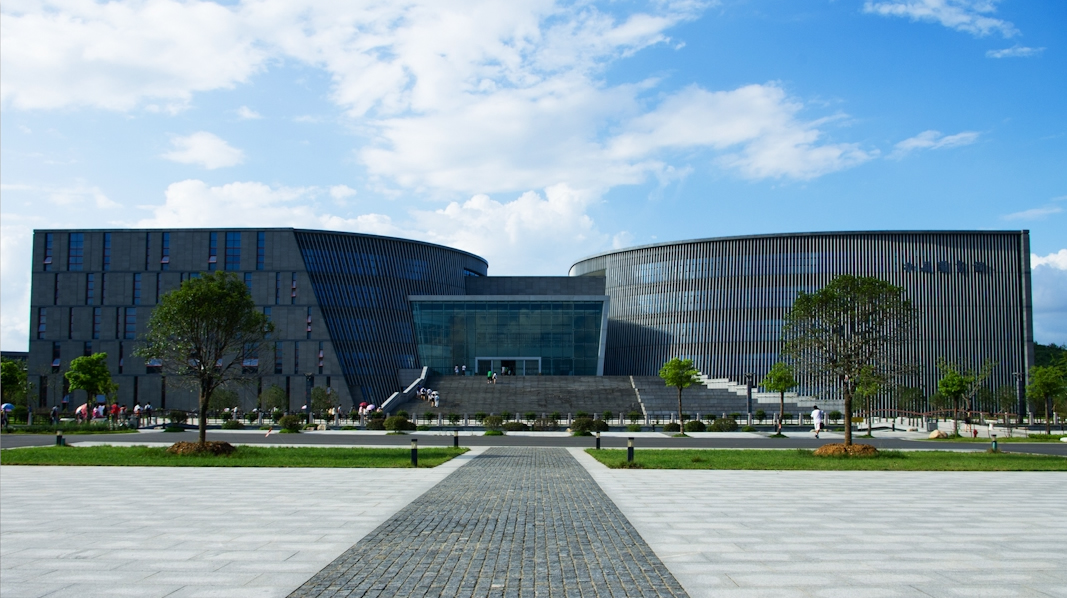
Bibliothek auf dem Xianlin-Campus

Die juristische Fakultät unterhält sehr gute Beziehungen zu der Georg-August-Universität Göttingen. So besteht ein Austauschprogramm, wobei jedoch bisher nur chinesische Studenten in Deutschland studieren und die Universität Göttingen eine ständige Vertretung in Nanjing unterhält.
Ebenso unterhält die Technische Universität Kaiserslautern einen Studentenaustausch mit der School of Architecture der Universität Nanjing (seit September 2003).
Für ausländische Studenten besteht außerdem die Möglichkeit, einen von mehreren Chinesisch-Kursen, die von Anfängern bis hin zu Fortgeschrittenen gehen, zu belegen. Auf dem Gulou-Campus befinden sich dazu auch entsprechende Wohnmöglichkeiten für die Studenten.
Zu den ausländischen Ehrendoktoren der Universität Nanjing zählen u. a. François Mitterrand, George Bush (Senior), Bob Hawke, Boutros Boutros-Ghali, Johannes Rau, Angela Merkel sowie Alessandro Piccolo (Neapel).

## John-Rabe-Haus
Auf dem Universitätsgelände befindet sich das John-Rabe-Museum. In diesem Gebäude wohnte während des Zweiten Sino-Japanischen Kriegs John Rabe, der dort chinesische Flüchtlinge beherbergte und sich um den Schutz von Zivilisten verdient machte.